# Yül Burkle
Yul Jansel Bürkle Solórzano (Caracas dia 30 de setembro de 1974), é um ator e modelo venezuelano.

## Biografia
Começou no mundo da atuação muito cedo, aos dez anos de idade, participando de peças de teatro em sua escola. Sua paixão era o futebol, mas também praticava natação, aprendeu a tocar piano e pintar em tela.
Por outro lado, aos 16 anos, ingressou na Universidade de Santa María para estudar Direito, ao mesmo tempo em que estudava atuação no Instituto Celcit. Em seguida, teve a oportunidade de participar da novela Chamam-na Mariamor em 1996, para a qual teve que interromper os estudos universitários aos 21 anos, quando faltava apenas 1 ano para se formar.
Bürkle recebeu aulas de atores como Javier Vidal, Elba Escobar, Juan Carlos Gardié, Nelson Ortega, Aquiles Ortega, Miguel Lucero, Adriana Barraza, entre outras personalidades de renome do mundo da atuação.
Em 2009 foi protagonista da novela Kandela, produzida no Equador. 

## Vida Pessoal
É casado com a atriz Scarlet Ortiz desde 1999. O casal possui uma filha, Barbara, nascida em 9 de março de 2010.

## Telenovelas
- Vikki RPM (2017) como Graco Rivera
- Silvana Sin Lana (2016) como Esteban[4]
- Tómame o déjame (2016) como Leonardo
- Escándalos (2015) como Alexander "Alex" Morgan "El Enviado" / Gino Varessi
- Los secretos de Lucía (2014) como Pablo Zuleta
- De todas maneras Rosa (2013) como Asdrúbal Soto
- Natalia del mar (2011-2012) como Bruno Baltazar/Diego Baltazar
- Alguien te mira (2010) como Mauricio Ostos
- Salvador de mujeres  (2010) como Manuel
- Alma indomable (2009-2010) como Fernando Ríos
- Kandela (2009) como Elías Carreño
- Acorralada (2007) como Andrés Dávila
- Aunque mal paguen (2007) como Tomás
- El amor no tiene precio (2005) como Mariano Lujan
- Inocente de ti (2004) como Douglas
- La mujer de Lorenzo (2003) como Alex
- Secreto de amor (2001) como Braulio Viloria
- Mis 3 hermanas (2000) como Aníbal Solís Quintero
- Luisa Fernanda (1999) como Gustavo Cazán
- Destino de mujer (1997) como Arnaldo
- La llaman Mariamor (1996) como Willy